# Coreura lysimachides
Coreura lysimachides är en fjärilsart som beskrevs av Druce 1897. Coreura lysimachides ingår i släktet Coreura och familjen björnspinnare. Inga underarter finns listade i Catalogue of Life.